# Anthaxia libenae
Anthaxia (Haplanthaxia) libenae – gatunek chrząszcza z rodziny bogatkowatych, podrodziny Buprestinae i plemienia Anthaxiini.
Gatunek ten został opisany w 2006 roku przez Martina Obořila. W obrębie rodzaju Anthaxia (kwietniczek) należy do podrodzaju Haplanthaxia, a w nim do grupy gatunków Anthaxia gianfrancoi species-group.
Ciało długości od 4 do 6,2 mm, spiżowe z zielonkawym połyskiem, nieowłosione. Czoło w zarysie sercowate. Przedplecze niepodgięte przed tylnymi kątami, pokryte delikatniejszą niż A. gongeti rzeźbą z siateczkowaniem wewnątrz komórek. Boki przedplecza umiarkowanie zaokrąglone. Piłkowanie na pokrywach ostre i regularne.
Kwietniczek ten znany jest z Kamerunu, Wybrzeża Kości Słoniowej, Togo i Gwinei.